# ميدل أوف أونر: آيربورن
ميدل أوف أونر: آيربورن (بالإنجليزية: Medal of Honor: Airborne)‏، هي لعبة فيديو أمريكية، تم تطويرها من قبل ستوديو إي أيه لوس أنجليس، ونشرها شركة إلكترونيك آرتس، صدرت اللعبة في الأسواق سنة 2007، وتعمل على منصات مايكروسوفت ويندوز، هاتف محمول وبلاي ستيشن 3.